# Clonorchiose
Die Clonorchiose ist eine durch Befall mit dem Chinesischen Leberegel verursachte Erkrankung. Sie ist in Ostasien (Volksrepublik China, Taiwan, Vietnam, Japan, Korea) endemisch. Fälle in Europa sind die Ausnahme und fast immer eingeschleppt. Die Anzahl der Infizierten wird auf 20 bis 30 Millionen Personen geschätzt.

## Krankheitsbild
Da die Egel in den intrahepatischen Gallenwegen leben, verursacht der Befall Wucherungen der Epithelien und bindegewebige Umbauten im Leberparenchym. Eine Erhöhung des Risikos für Gallengangskrebs wurde festgestellt. Die Infektion mit wenigen Egeln wird meist nicht bemerkt. Bei ausgeprägtem Befall (500–1000 Würmer) kann es zu Oberbauchschmerzen, Durchfall und Fieber kommen.

## Diagnose und Therapie
Die etwa 30 µm großen Eier sind im Stuhl nachweisbar. Sie lassen sich unter dem Lichtmikroskop anhand ihrer „Glühbirnenform“ leicht erkennen.
Zur Behandlung stehen Praziquantel und Albendazol zur Verfügung. Die beste Prophylaxe ist der Verzicht auf den Verzehr roher Fische, wie sie in weiten Teilen Asiens zur traditionellen Küche gehören.